# Womyn-born womyn
Womyn-born womyn (neologismo para "woman", "mulher" em inglês) é um termo desenvolvido durante a segunda onda do feminismo para designar espaços exclusivos para mulheres do sexo feminino, portanto não incluindo pessoas do sexo masculino autoidentificadas como mulheres transgénero.
O termo ganhou uso e popularidade durante a segunda onda do movimento feminista. Em 1978, a Organização Lésbica de Toronto adotou essa política em resposta a uma solicitação de admissão por uma mulher trans que se identificava como lésbica. As políticas womyn-born womyn voltavam para a natureza única da experiência feminina ao longo da vida, e que só poderia ser experimentada por alguém que teve uma vida apresentando-se como uma mulher. a intenção era criar um espaço somente para mulheres, definidas não por identidade, mas pela experiência, resultando na exclusão das mulheres trans.
Mais recentemente, têm vindo à tona debates sobre a legitimidade de espaços separados por sexo, como o banheiro feminino. O direito de estabelecer espaços exclusivos às mulheres remonta à luta das feministas sufragistas, durante a chamada primeira onda feminista, em um contexto de inserção das mulheres na esfera pública. Esses espaços, sejam eles físicos - como os banheiros - ou políticos - como organizações e coletivos -, constituiriam um lugar de segurança para mulheres e crianças, tanto no que diz respeito à violência sexual, como para possibilitar uma mobilização política feminista protegida do assédio masculino.
Mesmo diante de represálias políticas, diversos espaços e eventos têm sustentado essa decisão política, tais como Michigan Womyn's Music Festival, Vancouver Rape Relief & Women's Shelter, Mountain Moving Coffeehouse, Lesbian Organization of Toronto.